# Three Loan Wolves
Three Loan Wolves (br.: Penhorados agradecem) é um filme curta metragem estadunidense de 1946 dirigido por Jules White. É o 93º filme de um total de 190 da série com os Três Patetas produzida pela Columbia Pictures entre 1934 e 1959.

## Enredo
Narrado em flashback, os Três Patetas contam a seu filho (chamado de Egberto pela dublagem brasileira, interpretado por Jackie Jackson) como ele tem "três pais". O trio herdou de um tio uma loja de penhores e foram chantageados por bandidos que exigiam pagamento pela "proteção" do lugar. Logo a seguir, uma criminosa (Beverly Warren) que pegou o bebê de sua irmã para enganar a polícia fingindo ser uma "mãe", chega à loja e pede a Larry 100 dólares por um falso anel de diamantes. Quando o "diamante" se quebra ela foge e deixa o bebê para trás. Os bandidos voltam e os Patetas os derrotam e acabam por ficar com o bebê, pois ninguém aparece para buscá-lo. Ao terminarem a história o garoto lhes diz que vai atrás da sua verdadeira mãe e o trio o deixa partir e Moe e Curly começam a espancar Larry por ele ter ficado com o bebê.

## Doença de Curly
Three Loan Wolves foi filmado de 27 de fevereiro a 2 de março de 1946. perto do final da carreira de Curly Howard como um dos Três Patetas. Aos 42 anos de idade ele vinha sofrendo com uma série de pequenos derrames e sua atuação ficara bastante prejudicada, perdendo peso e com marcas da debilidade em seu antigo rosto de bebê. 
Enquanto o diretor Edward Bernds buscava maneiras de contornar as deficiências de Curly, Jules White preferia aumentar as cenas de Larry que assim substituia o companheiro nas situações originariamente escritas para ele, inclusive como o principal alvo dos castigos aplicados por Moe. Dessa forma, Larry se tornou o protagonista desse curta, o que não acontecia desde a estréia da série (Woman Haters de 1934). 
Algo que não aparece na dublagem mas no som original se pode perceber é o esforço de Curly em manter sua voz aguda. E causa tristeza constatar que ele, antes o principal Pateta, tivesse sido relegado a um segundo plano na história.

## Citação
(Tradução aproximada)
Larry: [Larry segurando um violão. Ele sauda uma plateia imaginária e Moe chega por trás dele e chuta-lhe o traseiro] Ei, que ideia é essa? Eu tocava Comin' Through the Corn.
Curly: Você quis dizer arroz.
Larry: Do jeito que eu tocava era milho (Corn).
Moe: Onde você pegou isso?
Larry: Custou 50 notas. Um genuíno estratosfera (trocadilho com Stradivarius).
Moe: Estratosfera? Vá tocar em outros ares.